# Politecnico di Bari
Il Politecnico di Bari è un istituto universitario italiano a carattere scientifico e tecnologico. Fondato nel 1990, è il più giovane politecnico in Italia e unico nel Mezzogiorno. Sono oggetto di studio e di ricerca le discipline racchiuse negli ambiti dell'architettura, dell'ingegneria e del disegno industriale.
In base al THE Young University Rankings 2020, il Politecnico di Bari si è classificato 86° su 414 giovani università (con meno di 50 anni).
Il Dipartimento di Meccanica, Matematica e Management del Politecnico di Bari è stato riconosciuto dal Ministero dell'istruzione, dell'università e della ricerca come Dipartimento di Eccellenza per il secondo quinquennio consecutivo 2022-2027 (dopo il 2018-2022) secondo in Italia per l'Area di Ingegneria Industriale e dell'Informazione, dopo il Dipartimento di Ingegneria Gestionale del Politecnico di Milano.

## Identità visiva

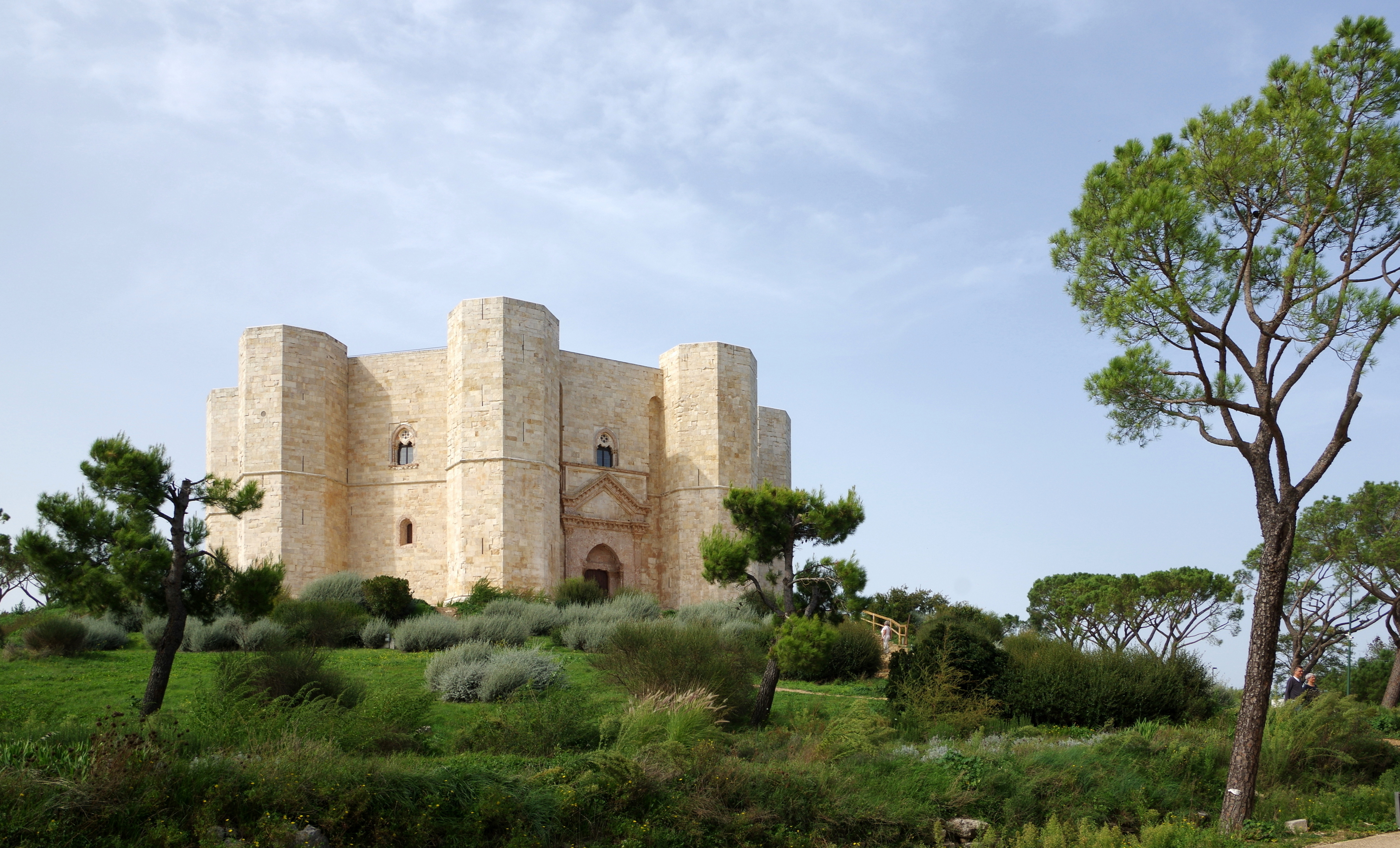
Castel del Monte

Il Sigillo del Politecnico di Bari riporta sullo sfondo la pianta di Castel del Monte al cui centro campeggia un leone bicorporato, riproduzione del fregio di un capitello della cripta della basilica di San Nicola, sotto il quale è riportato l'anno di fondazione dell'ente. Il simbolo è racchiuso da due quadrati concentrici e di pari dimensione, sfasati di quarantacinque gradi, che sovrapponendosi generano un ottagono che circoscrive la pianta del castello. I due quadrati, inoltre, formano una stella a otto punte, riferimento alla rosa dei venti. Il tutto è racchiuso da una corona circolare nella quale sono riportate la denominazione dell'università e il motto de' remi facemmo ali, preso dall'Inferno di Dante Alighieri.

## Storia
La storia del Politecnico di Bari affonda le sue radici nella preesistente facoltà di ingegneria dell'Università degli studi di Bari, istituita ufficialmente con il decreto legislativo 28 gennaio 1948, n. 170. L'ateneo barese erogava i corsi del biennio propedeutico del corso di laurea in ingegneria, presso la facoltà di scienze matematiche, fisiche e naturali, già dall'anno accademico 1943-1944, in virtù del regio decreto 27 gennaio 1944, n. 60 (governo Badoglio I).
Inizialmente fu predisposto un unico corso di laurea, in ingegneria civile.

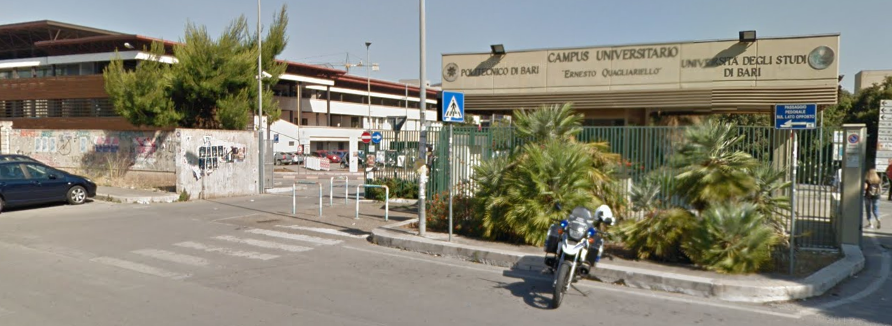
Ingresso principale del Campus Universitario

Il 13 aprile 1949, Girolamo Ippolito fu nominato primo preside di Facoltà dell'Università di Napoli, e un anno dopo, nel 1950, fu nominato il primo professore di ruolo, Achille Petrignani, docente di architettura tecnica, che il 25 maggio 1950 sostituì Ippolito nella carica di preside.
Il 30 gennaio 1951 si costituì il Consiglio di Facoltà, che confermò Petrignani nella carica di preside, finché questi non fu sostituito, il 30 novembre 1951, da Edoardo Orabona che ricoprì l'incarico ininterrottamente fino al 31 ottobre 1972.
I primi anni di funzionamento della Facoltà si svolsero tra difficoltà, proteste e incomprensioni che talvolta sfociarono in una vera e propria ostilità: agitazioni studentesche, assemblee e varie contestazioni. I problemi furono cagionati anche dai ritardi con cui furono avviati alcuni corsi, inoltre, l'opinione pubblica barese non comprese da subito l'importanza per la città e la regione di una Facoltà di ingegneria.

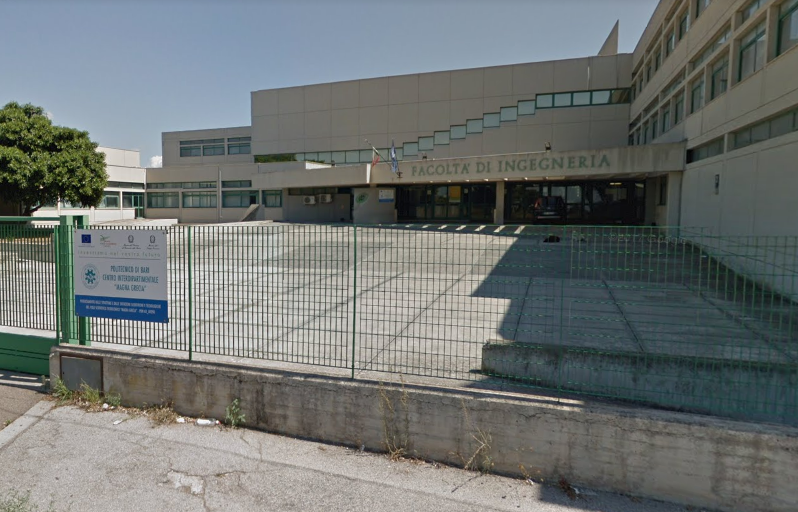
Sede di Taranto del Politecnico di Bari

Inizialmente, le attività si svolsero in locali di fortuna ubicati al piano terra e al secondo piano dell'edificio della Camera di commercio di corso Cavour, oltre ad altri precari punti di appoggio nell'allora sede della Facoltà di economia di corso Trieste e, verso la fine degli anni '50, nell'edificio dell'Ateneo di piazza Umberto I. Si cominciarono inoltre ad allestire, sia pure in sedi provvisorie, i primi laboratori sperimentali.
Nei primi anni '60, la Facoltà ottenne, per alcuni suoi istituti, una nuova sede nel quartiere Japigia, laddove, secondo un programma edilizio del tempo, fu prevista la collocazione definitiva dell'intera istituzione. Con il trasferimento dalle sedi provvisorie e la realizzazione e/o il potenziamento di diversi laboratori, le attività ricevettero un notevole impulso. Il 29 ottobre 1972, fu inaugurata la nuova sede di via Re David, nel quartiere San Pasquale, all'interno del Campus universitario di Bari, trovarono posto, accanto alle aule, anche gran parte degli Istituti. Con Legge n. 245 del 7 agosto 1990 fu istituito il Politecnico di Bari, dalle facoltà di ingegneria e architettura (istituita nel 1989), a cui si aggiunse, nel 1991, la Facoltà di ingegneria di Taranto. Nel 1991 il Senato Accademico approvò il Sigillo del Politecnico di Bari progettato dallo Studio De Liso di Bari.

## Struttura

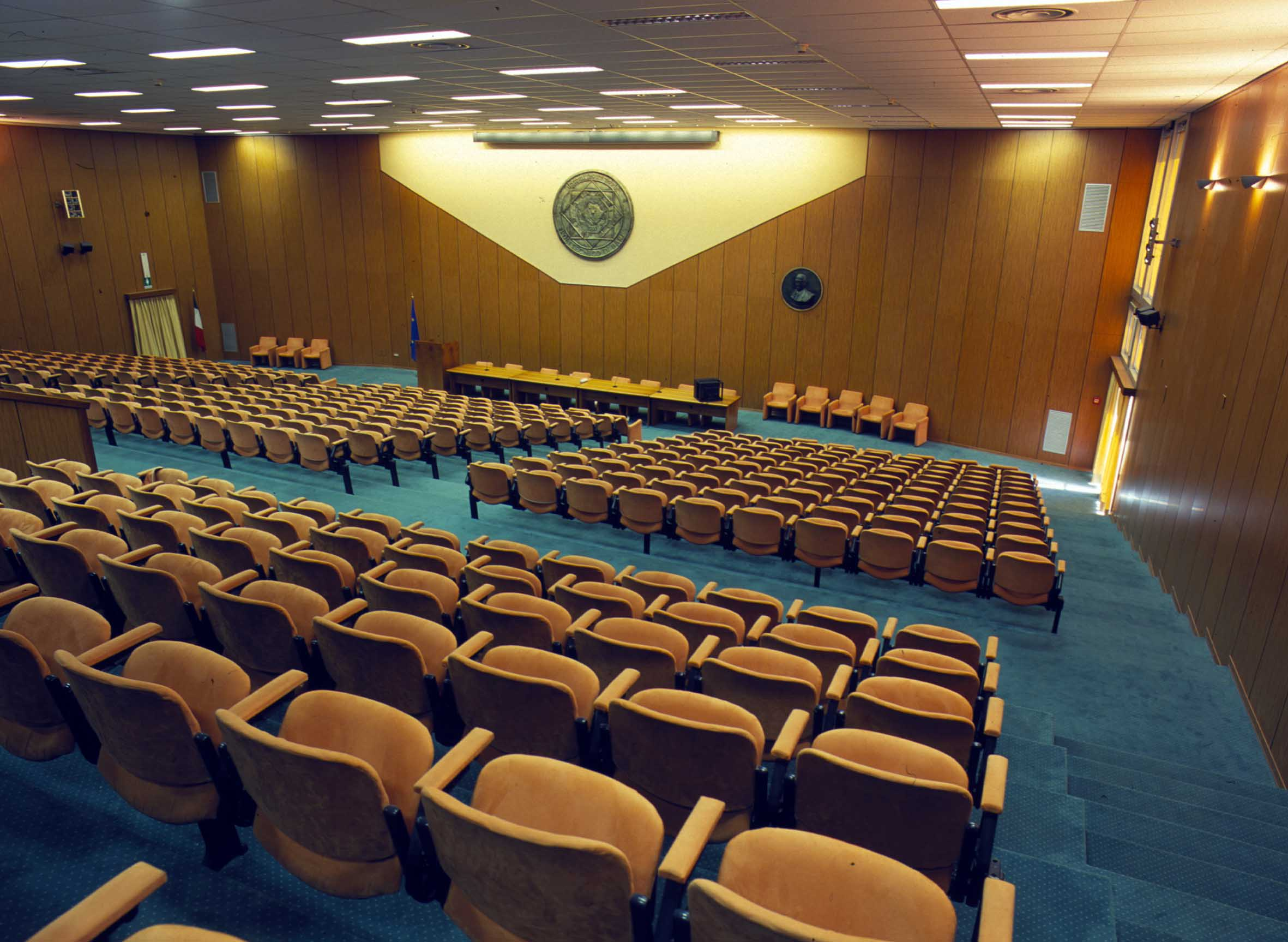
Aula Magna "Attilio Alto"

Successivamente all'entrata in vigore della Riforma Gelmini e la conseguente scomparsa delle facoltà, il Politecnico di Bari ha organizzato le proprie attività in cinque dipartimenti:
- Fisica, intitolato a Michelangelo Merlin (inter-ateneo con l'Università degli studi di Bari)
- Ingegneria Civile, Ambientale, del Territorio, Edile e di Chimica (DICATECh)
- Ingegneria Elettrica e dell'Informazione (DEI)
- Meccanica, Matematica e Management (DMMM)
- Architettura, Costruzione e Design (ArCoD)

La gran parte delle strutture del Politecnico è raccolta nel campus universitario "Ernesto Quagliariello" di Bari, condiviso con l'Università di Bari, situato in via Orabona nel quartiere San Pasquale. Nella vicina via Amendola hanno sede il rettorato e altre strutture amministrative, oltre all'area dei grandi laboratori nei padiglioni delle ex acciaierie Scianatico. A Bari sono presenti, inoltre, altre due sedi, una nel quartiere Japigia, dove è situata una parte dei laboratori del Dipartimento di Meccanica, Matematica e Management, l'altra, l'Isolato 47, nel centro storico. L'ateneo dispone inoltre di una sede decentrata a Taranto, dove si trova il Centro interdipartimentale Magna Grecia.
Laboratori
Il Politecnico dispone di quarantanove laboratori di ricerca, due dei quali afferenti all'ateneo e gli altri dipendenti dalle ex facoltà e dipartimenti.

## Biblioteche
La rete bibliotecaria è articolata in undici sedi e dispone di fondi librari provenienti da donazioni di istituzioni e cittadini privati, fra questi il Fondo Francesco Moschini e la Biblioteca della Fondazione Gianfranco Dioguardi.

## Museo
Il museo della fotografia nacque nel 2006, in seguito al rapido sviluppo dell'archivio di architettura e urbanistica del Politecnico.

## Radio

Logo dell'emittente

Radio Frequenza Libera è la web radio universitaria del Politecnico di Bari. Il progetto è stato avviato nel 2013 da un gruppo di studenti sviluppando un palinsesto di contenuti radiofonici originali e musica sotto licenza Creative Commons; il progetto ha successivamente ottenuto il patrocinio da parte del Senato accademico.
Radio Frequenza Libera è radio affiliata dell'associazione delle radio universitarie RadUni

## Rettori

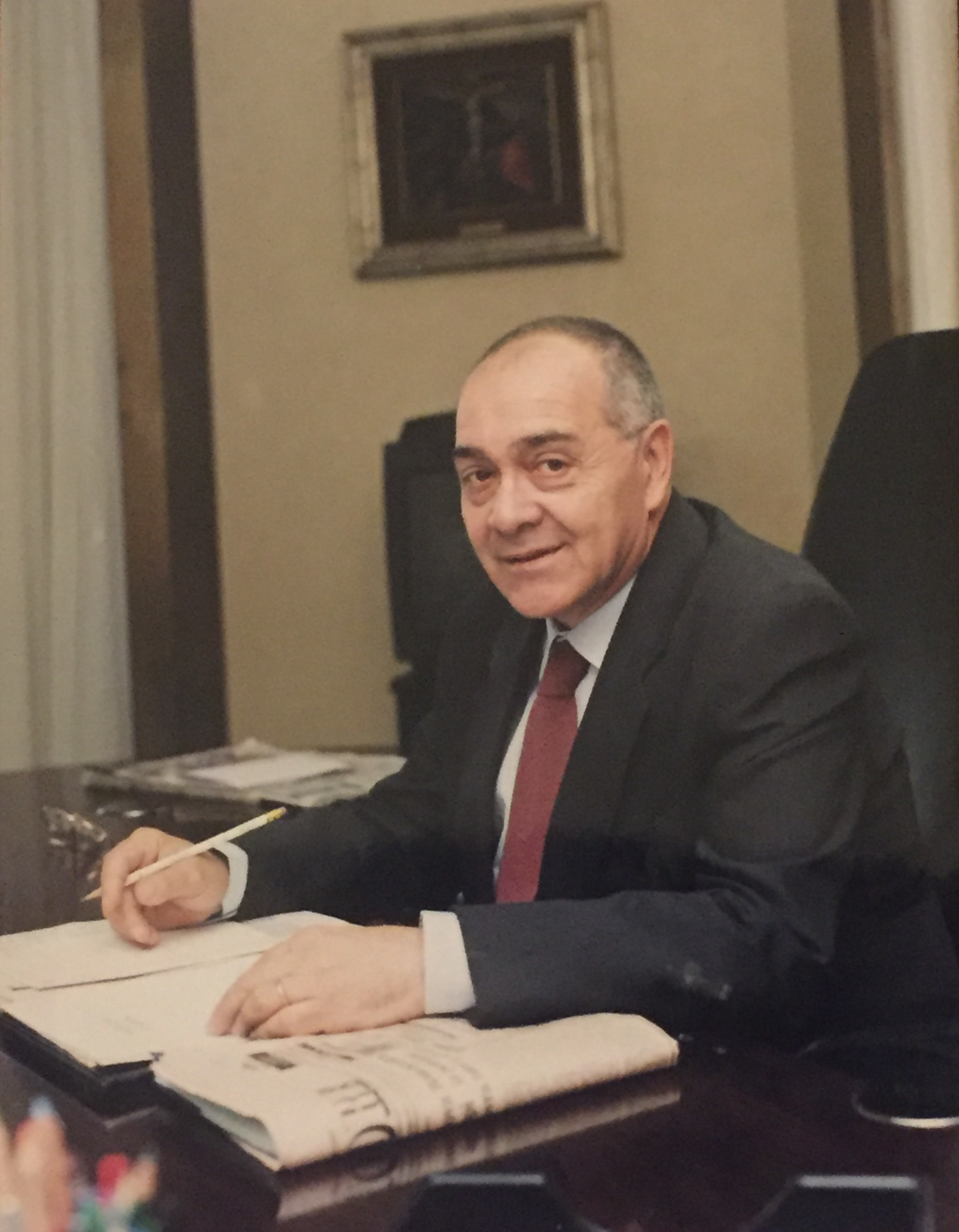
Attilio Alto

Elenco dei rettori del Politecnico di Bari:
- Attilio Alto (1990-1994)
- Umberto Ruggiero (1994-1997)
- Antonio Castorani (1997-2003)
- Salvatore Marzano (2003-2008)
- Nicola Costantino (2009-2013)
- Eugenio Di Sciascio (2013-2019)
- Francesco Cupertino[16] (2019-2025)
- Umberto Fratino (dal 2025)